# Kyle MacLachlan
Kyle Merritt MacLachlan (* 22. února 1959 Yakima, Washington, USA) je americký herec. 
Začínal v divadle a v roce 1984 se představil ve filmu Duna režiséra Davida Lynche. Později hrál například ve filmech Proces (1993), V těle vraha (2002) nebo The Doors (1991) pojednávající o stejnojmenné hudební skupině; ve filmu hrál klávesistu Raye Manzareka. Dále hrál například v seriálech Městečko Twin Peaks, Sex ve městě, Zoufalé manželky, Jak jsem poznal vaši matku a Agenti S.H.I.E.L.D.

## Život
Narodil se ve městě Yakima v americkém státě Washington rodičům Katherine a Kentovi. Otec pracoval jako burzovní makléř, matka byla ženou v domácnosti. Má dva mladší bratry, Craiga a Kenta juniora. 
Během středoškolských studií se jeho rodiče rozvedli a matka zemřela roku 1986 v třiapadesáti letech na rakovinu vaječníků.

## Filmografie

### Film
| Rok  | Název                            | Role                           | Poznámky             |
| ---- | -------------------------------- | ------------------------------ | -------------------- |
| 1984 | Duna                             | Paul Atreides                  |                      |
| 1986 | Modrý samet                      | Jeffrey Beaumont               |                      |
| 1987 | Tajemné zlo                      | Lloyd Gallagher                |                      |
| 1990 | Neprozraď mě                     | Trout                          |                      |
| 1991 | The Doors                        | Ray Manzarek                   |                      |
| 1992 | Kam tě den zavede                | Ted                            |                      |
| 1992 | Twin Peaks                       | Dale Cooper                    |                      |
| 1992 | Bohatí láskou                    | Billy McQueen                  |                      |
| 1993 | Proces                           | Josef K.                       |                      |
| 1994 | Flintstoneovi                    | Clifford "Cliff" Vandercave    |                      |
| 1995 | Showgirls                        | Zack Carey                     |                      |
| 1996 | Zpětná reakce                    | Matthew Kay                    |                      |
| 1996 | "Mrtvý" boss                     | Jake Parker                    |                      |
| 1997 | Láska na jednu noc               | Vernon Rivers                  |                      |
| 2000 | Časový kód                       | Bunny Drysdale                 |                      |
| 2000 | V těle vraha                     | James Fisk / Stuart Toffler 2  |                      |
| 2000 | Hamlet                           | Claudius                       |                      |
| 2001 | S tebou a bez tebe               | Daniel                         |                      |
| 2001 | Parfém                           | manažer                        |                      |
| 2002 | Miranda                          | Nailor                         |                      |
| 2003 | Northfork                        | pan Hope                       |                      |
| 2004 | Dotyk růžové                     | duch Caryho Granta             |                      |
| 2006 | Zachraňte Jimmyho                | Marius                         | hlas                 |
| 2008 | Liga spravedlivých: Nová hranice | Kal-El / Clark Kent / Superman | hlas                 |
| 2008 | Sesterstvo putovních kalhot 2    | Bill Kerr                      | nezmíněn v titulcích |
| 2009 | Mao's Last Dancer                | Charles Foster                 |                      |
| 2011 | Komuna mé matky                  | Mark                           |                      |
| 2013 | Nadechni se                      | Peter Sebeck                   |                      |
| 2015 | V hlavě                          | pan Andersen                   | hlas                 |
| 2015 | Rileyino první rande?            | pan Andersen                   | hlas                 |
| 2018 | Malé velké lži                   | Ray Winter                     |                      |
| 2018 | Čarodějovy hodiny                | Isaac Izard                    |                      |
| 2020 | Tesla                            | Thomas Alva Edison             |                      |
| 2020 | Capone                           | doktor Karlock                 |                      |
| 2024 | V hlavě 2                        | pan Andersen                   | hlas                 |
| 2024 | Tiché znamení                    | Rich                           |                      |

### Televize
| Rok       | Název                                     | Role                         | Poznámky                                         |
| --------- | ----------------------------------------- | ---------------------------- | ------------------------------------------------ |
| 1990–1991 | Městečko Twin Peaks                       | Dale Cooper                  | 30 epizod                                        |
| 1991      | Příběhy ze záhrobí                        | Raymond Digs                 | díl: "Mršina"                                    |
| 1994      | Proti zdi                                 | Michael Smith                | TV film                                          |
| 1996      | Cesta Měsíčního svitu                     | Jed Muldoon                  |                                                  |
| 1996      | Windsorský protokol                       | Sean Dillon                  |                                                  |
| 1998      | Bouřlivý mys                              | Sean Dillon                  |                                                  |
| 2000–2002 | Sex ve městě                              | Trey MacDougal               | 23 epizod                                        |
| 2004      | Flynn Carsen: Honba za Kopím osudu        | Edward Wilde                 | TV film                                          |
| 2004      | Zákon a pořádek: Útvar pro zvláštní oběti | Brett Morton                 | díl: "Svědomí"                                   |
| 2006–2012 | Zoufalé manželky                          | Orson Hodge                  | 85 epizod                                        |
| 2010–2014 | Jak jsem poznal vaši matku                | George Van Smoot             | 7 epizod                                         |
| 2011–2018 | Portlandia                                | starosta Portlandu           | 24 epizod                                        |
| 2013–2014 | Dobrá manželka                            | Josh Perotti                 | 4 epizody                                        |
| 2014–2015 | Agenti S.H.I.E.L.D.                       | Calvin Johnson / Mister Hyde | 13 epizod                                        |
| 2016      | Městečko Záhad                            | řidič autobusu (hlas)        | díl: "Divnogeddon 3: Získat městečko zpátky"     |
| 2017      | Twin Peaks                                | Dale Cooper                  | 18 epizod                                        |
| 2019–2020 | Carol's Second Act                        | dr. Frost                    | 18 epizod                                        |
| 2020      | Cesta za oceán                            | Franklin D. Roosevelt        | 8 epizod                                         |
| 2022      | Jak jsem poznala tvého otce               | George Van Smoot             | 2 epizody                                        |
| 2023      | Futurama                                  | Dung Beetle Majordomo (hlas) | díl: "Cesta k parazitům"                         |
| 2023      | Star Wars: Dobrodružství mladých Jediů    | Draiven Bosh                 | díl: "Návštěvní den / Rostoucí zelené nebezpečí" |
| 2024      | Fallout                                   | Hank                         | postprodukce                                     |
| 2025      | Splynout s davem                          | John Scanlon                 | 2 epizody                                        |